# Miss Brasil Globo 2009
O concurso que elegeu a Miss Brasil Globo 2009 aconteceu no dia 16 de abril de 2009 no Salão Azul do Hotel Nacional em Brasília. A vencedora foi Amanda Bocchi, do Paraná que representou o Brasil no concurso Miss Globe International, na Albânia, em outubro de 2009.

## Resultados
- Miss Brasil Globo 2009:  Amanda Bocchi (Paraná)
- 2º lugar: Patrícia dos Anjos (Paraíba)
- 3º lugar: Kátia Menezes (Distrito Federal)

### Finalistas
Completaram o grupo de finalistas as candidatas:
- Chayene Viana (Bahia)
- Gabriela Colins (Rondônia)
- Thays Calmon (Rio de Janeiro)
- Thuanny Rodrigues (Pernambuco)

### Semifinalistas
Completaram o grupo de semifinalistas as candidatas:
- Carina Christini (São Paulo)
- Eduarda Schneider (Rio Grande do Sul)
- Lais Neves (Minas Gerais)
- Nádia Saldanha (Amazonas)

### Premiações especiais
- Miss Elegância: Lais Neves (Minas Gerais)
- Miss Fotogênia: Carina Christini (São Paulo)
- Miss Simpatia: Elaine Góes (Amapá)
- Melhor Traje Típico: Thays Calmon (Rio de Janeiro)
- Miss Brasil Globo 2009: Jeniffer Valério (Santa Catarina)

## Candidatas
Candidatas que disputaram o Miss Brasil Globo 2009.
| - Acre - Anástacia Pinheiro - Alagoas - - Amapá - Elaine Góes - Amazonas - Nádia Saldanha - Bahia - Chayene Viana - Ceará - Bia Fernandes - Distrito Federal - Kátia Menezes - Espírito Santo - - Goiás - - Maranhão - Andressa Alves - Mato Grosso - - Mato Grosso do Sul - - Minas Gerais - Lais Neves - Pará - Lanusa Queiróz | - Paraíba - Patrícia dos Anjos - Paraná - Amanda Bocchi - Pernambuco - Thuanny Rodrigues - Piauí - - Rio de Janeiro - Thays Calmon - Rio Grande do Norte - - Rio Grande do Sul - Eduarda Schneider - Rondônia - Gabriela Colins - Roraima - - Santa Catarina - Jeniffer Valério - São Paulo - Carina Christini - Sergipe - Valéria Souza - Tocantins - Vanessa Dutra |

## Jurados
- Ricardo Noronha - Rep. Secretaria de Cultura do Distrito Federal
- Marlene Galeazzi - Colunista Social
- Luiza Caspary - Cantora/RS
- Chaza Armanazi - Embaixatriz do Emirados Árabes Unidos
- Cristiane Goussous - Embaixatriz da Jordânia
- Roberto Santa - Empresário
- Harry Nawbatt - Embaixador da Guiana
- Oswaldo Rocha - Jornalista
- Niguyen Thacdin - Embaixador do Vietnã
- Dr.Ahmed Hassan Darwishe - Embaixador do Egito
- Miguel Simek - Designer de Jóias
- Aimé Clovis Guilloond - Encarregado de Negócios - Embaixada do Congo
- Regina Maura - Mestra, Diretora e Coreógrafa de Ballet Clássico
- Miguel Zegarra Valente- Sec. Embaixada do Peru

## Concurso Internacional
Amanda Bocchi, vencedora do concurso disputou o Miss Globe International 2009.
- Site oficial Miss Globe

## Informações sobre as candidatas
- Amanda Bocchi, representante do Paraná e vencedora do concurso participou do Miss Mundo Brasil 2008.
- Kátia Menezes, representante do Distrito Federal, ficou em 3º lugar no Miss Distrito Federal 2009.
- Bia Fernandes, representante do Ceará participou do Brazil's Next Top Model 3.